# Außenpolitik Portugals

Staatswappen der Republik Portugal

Die Außenpolitik Portugals umfasst die Außenpolitik der Republik Portugal. Zuständiges staatliches Organ ist das Außenministerium Portugals mit Sitz im Palácio das Necessidades, einer historischen Palastanlage in der Hauptstadt Lissabon.
Neben der offiziellen Außenpolitik und der Diplomatie Portugals beeinflussen naturgemäß auch andere staatliche und halbstaatliche Einrichtungen und private Institutionen die außenpolitischen Beziehungen Portugals.
Portugal gilt heute, trotz seines vergleichsweise geringen politischen, wirtschaftlichen und militärischen Gewichtes in der Welt, international als verlässlicher und vermittelnder Akteur. Diese vermittelnde Rolle Portugals spiegelt sich in der aktiven Präsenz des Landes in den verschiedensten multilateralen Kooperationsforen oder auch in der Wahl portugiesischer Politiker in internationale Gremien, etwa António Guterres Wahl zum neunten UN-Generalsekretär oder der zweimaligen Wahl José Manuel Barrosos zum EU-Kommissionspräsidenten.

## Geopolitische Ausrichtung

### Globale Grundzüge

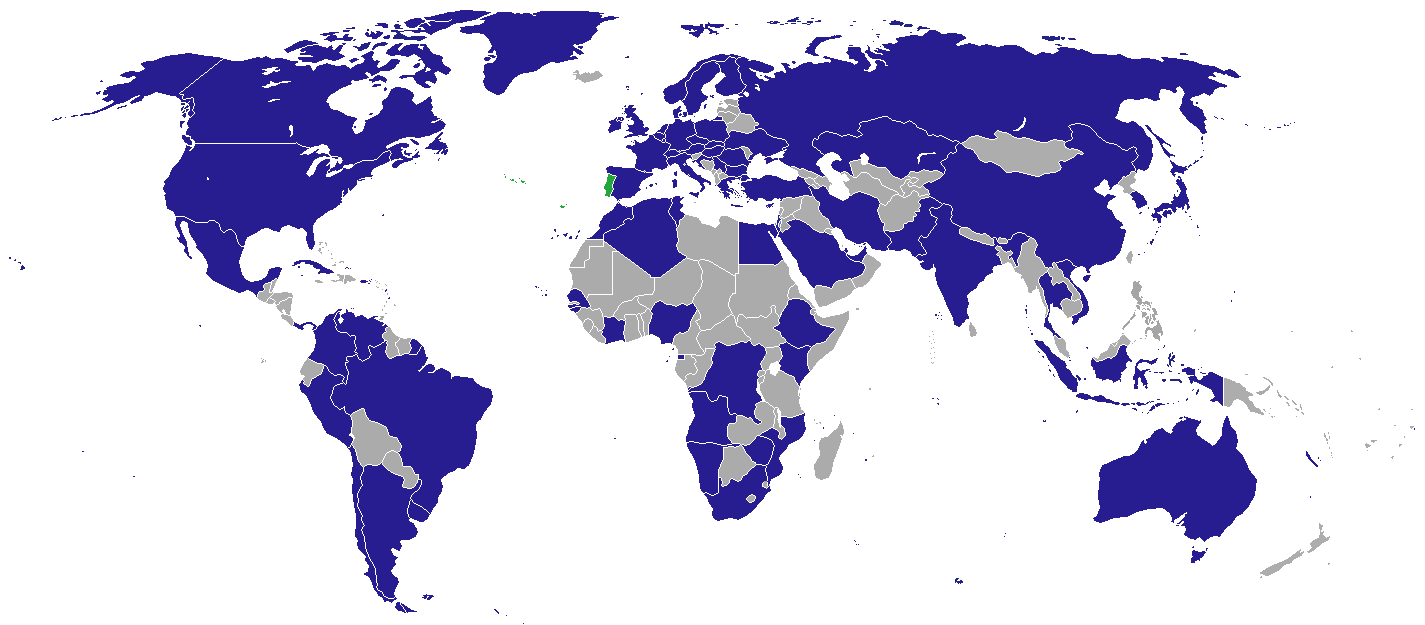
Staaten, in denen Portugal eine Botschaft unterhält (blau)

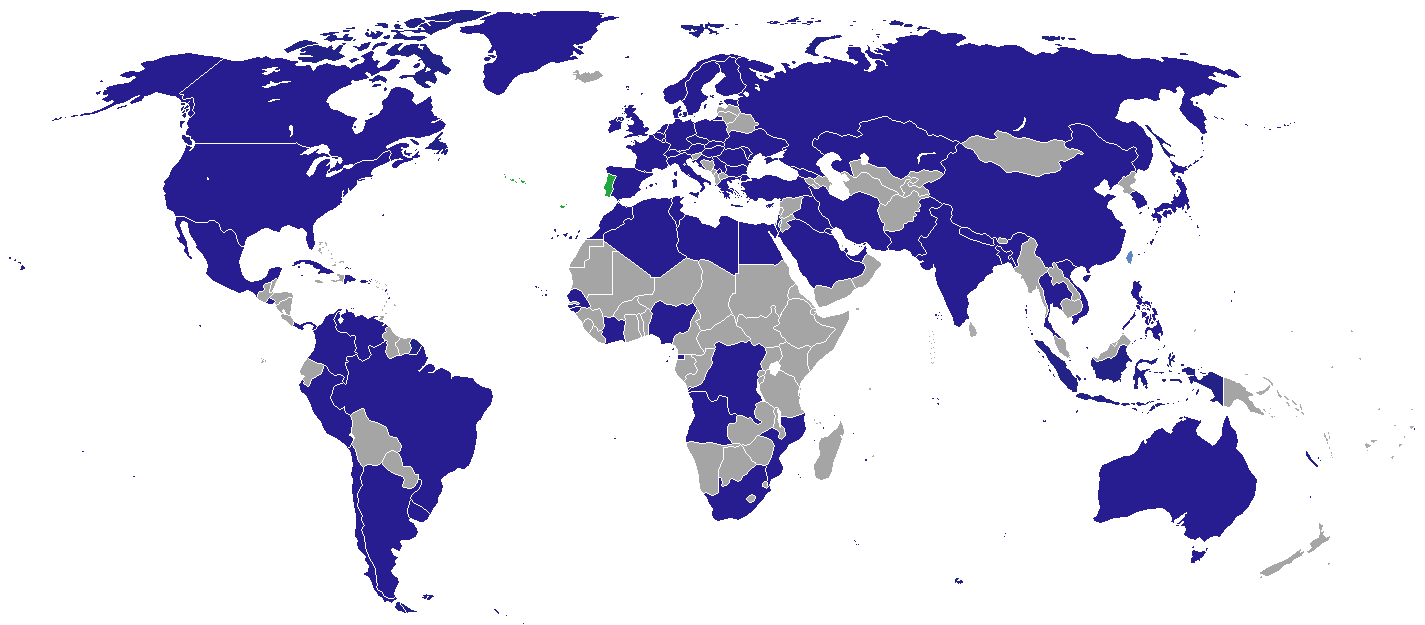
Staaten, die eine Botschaft in Portugal führen (blau)

Die Portugiesische Republik verfolgt eine Außenpolitik, die der geografischen, historischen, kulturellen und weltpolitischen Situation Portugals folgt. Sie vermeidet dabei traditionell harte Konfrontationen. Selbst zu Zeiten der innenpolitisch repressiven Estado Novo-Diktatur (1932–1974) vermied das Land außenpolitisch meist direkte Konfrontationen oder gar Aggressionen.
Trotz der seither eingegangenen Bündnisse und Verpflichtungen kann daher die Außenpolitik des seit 1974 wieder demokratischen Portugals mit der inoffiziellen Maxime, „keine Feinde in der Welt“ zu haben, vereinfacht beschrieben werden. Dank der Geschichte Portugals sieht das Land sich zudem als historischer Mittler zwischen den Kulturen und als Vorläufer der Globalisierung, die Europas kulturelle, wirtschaftliche, wissenschaftliche und militärische Vormachtstellung in der Welt ab dem 15. Jahrhundert ermöglichte. So kündigte Portugal zuletzt für die Zeit seiner turnusmäßigen EU-Ratspräsidentschaft im ersten Halbjahr 2021 die Beziehungen zum Nachbarkontinent Afrika als Schwerpunktthema an, mit Bezug auf seine geografische Nähe und seiner vielfältigen und langen historischen Verbundenheit.
Neben dem Erbe seiner 500 Jahre langen Kolonialgeschichte wird die Außenpolitik Portugals heute vor allem durch die Mitgliedschaft in der EU, der NATO und der Gemeinschaft der Portugiesischsprachigen Länder geprägt, weitere Schwerpunkte der portugiesischen Außenpolitik sind das Engagement im Iberoamerika-Gipfel und im Mittelmeer-Forum.

### Bedeutende Bezugspunkte

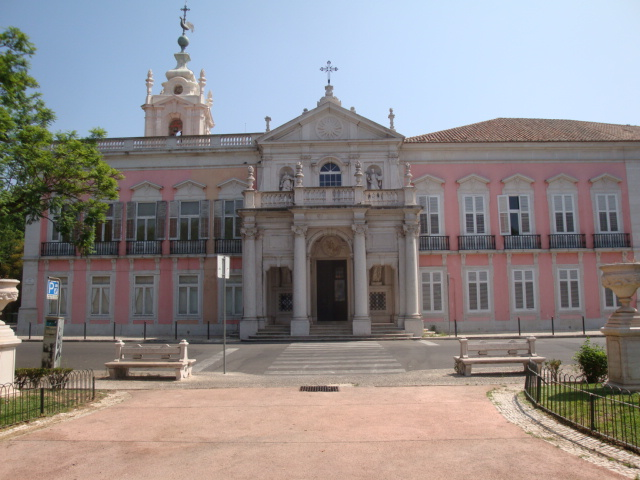
Der Palácio das Necessidades, Sitz des portugiesischen Außenministeriums

Die ältesten und engsten, aber auch konfliktreichsten Beziehungen hat Portugal naturgemäß zu seinem einzigen direkten Nachbarn, das an Fläche und Einwohnern um ein Vielfaches größere Spanien. Die meisten seiner historischen Konflikte hatte das Land daher auch schon vor der Gründung des unabhängigen Königreichs Portugal 1139 mit dem heutigen Spanien auszutragen, mit dem es gleichzeitig bis heute so viele gemeinsame Interessen teilt, wie mit keinem anderen europäischen Land.
Der älteste Verbündete Portugals ist das Vereinigte Königreich. Der Windsor-Vertrag wurde 1386 geschlossen und ist bis heute gültig, womit er das älteste bestehende Bündnis mindestens in Europa, vermutlich auch weltweit darstellt. Der Windsor-Vertrag geht zudem auf ein erstes englisch-portugiesisches Bündnis aus dem Jahr 1275 zurück. Neben Großbritannien kann bis heute auch Frankreich als bedeutendster Partner in der EU gelten, zu dem traditionell vor allem kulturell, aber auch ökonomisch und politisch enge Beziehungen bestehen. Deutschland gehört dagegen vor allem wirtschaftlich zu den wichtigsten Partnern Portugals, während die USA heute zu seinen wichtigsten politischen Verbündeten gehört.
Ein wesentlicher Faktor für die außenpolitischen Beziehungen Portugals ist das Erbe des Portugiesischen Kolonialreichs als erstem tatsächlich erdumspannendem Weltreich der Geschichte, welches vom 15. bis ins 20. Jahrhundert bestand. Die Salazar-Diktatur in Portugal, die insgesamt von 1928 bis 1974 wirkte und strikt am Kolonialreich festhielt, sorgte für zeitweise stark belastete, bis heute aber auch besonders enge Verbindungen. Seit der Nelkenrevolution 1974, die 1975 das weitgehende Ende des portugiesischen Weltreichs bewirkte, und der folgenden kooperativen und freundschaftlichen Außenpolitik Portugals entwickelten sich die Beziehungen zu seinen ehemaligen Kolonien in Afrika und Asien beständig und gelten heute meist als gut bis ausgezeichnet. Diese Kolonialgeschichte, insbesondere vom 16. bis zum 18. Jahrhundert, ist zudem ein bis heute wirkendes Verbindungsglied zwischen Portugal und Ländern wie China, Indien, Japan oder dem Iran. Das engste Verhältnis besteht dabei zu Brasilien: begründet in der langen gemeinsamen Geschichte und der traditionellen, inzwischen auch gegenseitigen Migration verfügen die beiden portugiesischsprachigen Länder über tiefgehende wirtschaftliche, kulturelle und politische Verbindungen auf allen Ebenen.
Ein weiterer Faktor der internationalen Beziehungen Portugals ist seine Diaspora, die Auslandsportugiesen. Das Land hat eine lange Auswanderungsgeschichte, so dass heute die Zahl der Auslandsportugiesen sehr viel größer ist als seine Einwohnerzahl von etwa 10 Mio. Das portugiesische Außenministerium ging Ende 2017 von etwa 15 Millionen portugiesischstämmigen Menschen im Ausland aus, andere Quellen gehen unter Einbezug der Enkelgeneration von weit über 30 Millionen aus. In verschiedenen Ländern wie Brasilien, Luxemburg, Südafrika, Venezuela, den USA oder der Schweiz stellen Portugiesen teils bedeutende Minderheiten, die damit auch die Handelsbeziehungen und die Außenpolitik Portugals beeinflussen.

## Außenpolitische Institutionen

### Diplomatie und Außenpolitik

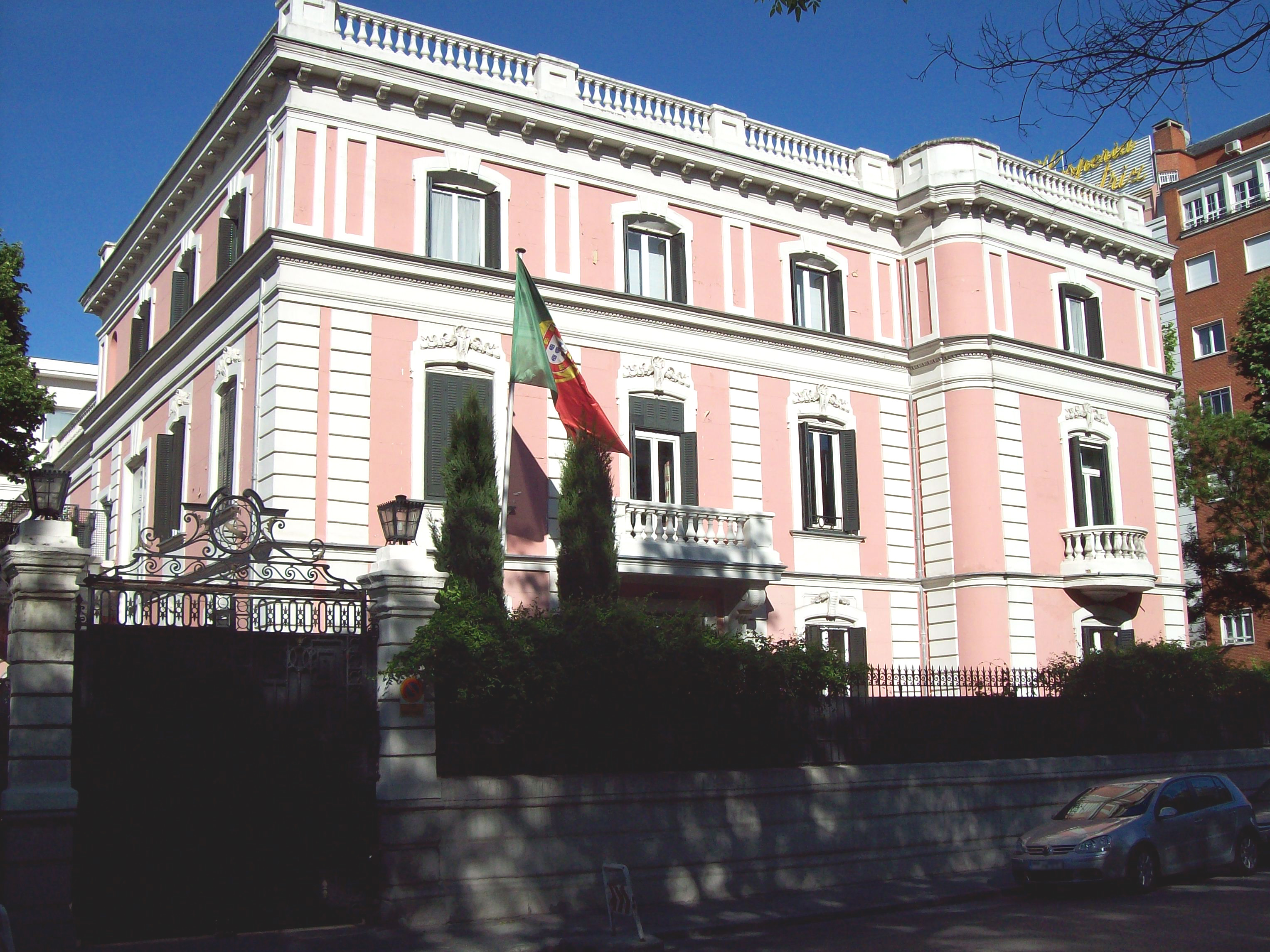
Portugals Botschaft in der spanischen Hauptstadt Madrid

Das Außenministerium Portugals ist das staatliche Organ für die portugiesische Außenpolitik und u. a. für die Diplomatie Portugals zuständig.
Das Land unterhält weltweit rund 70 ständige Botschaften und eine Vielzahl Konsulate und Generalkonsulate. Dazu kommen noch Vertretungen bei internationalen Organisationen.
Ebenfalls von Bedeutung in der portugiesischen Außenpolitik ist die Mitgliedschaft in einer Reihe multilateraler Foren, darunter in der Mittelmeerregion das Mittelmeer-Forum, der 5+5-Dialog und die Union für den Mittelmeerraum, innerhalb der EU die Arraiolos-Gruppe, die Douzelage und die European Charter, oder auch global die Gemeinschaft der Portugiesischsprachigen Länder und ihre verschiedenen Unterorganisationen. Zudem ist Portugal NATO-Gründungsmitglied und wirkt aktiv in den verschiedenen NATO-Initiativen und Einsätzen mit. In den UNO-Unterorganisationen entwickelt Portugal ebenfalls besondere Aktivität, insbesondere in der UNESCO, aber auch in zahlreichen anderen UN-Gremien. So war António Guterres von 1995 bis 2002 Hoher Flüchtlingskommissar der Vereinten Nationen, bevor er 2017 zum UN-Generalsekretär gewählt wurde. Ebenfalls zu nennen ist die Wahl António Vitorinos zum Generalsekretär der UN-Migrationsorganisation im Jahr 2018.
Neben der Außenpolitik der Portugiesischen Regierung verfolgt das Portugiesische Parlament eine eigene, unabhängige Außenpolitik, die sich vor allem in den portugiesischen Parlamentariergruppen, in gegenseitigen Staatsbesuchen der Parlamentspräsidenten und Abgeordneten, und anderen, nicht-exekutiven Initiativen des Informationsaustausches und der Beziehungspflege zeigt.

### Städte- und Gemeindepartnerschaften
Neben der Diplomatie auf staatlicher Ebene sind auch die internationalen Kontakte auf kommunaler Ebene von Bedeutung. Wichtigstes Ausdrucksmittel sind hier die Städte- und Gemeindefreundschaften, die portugiesische Kreise (Municípios) und Gemeinden (Freguesias) mit Kommunen in anderen Ländern unterhalten. Diese Partnerschaften und Kooperationsabkommen dienen verschiedenen Zielen, darunter Erfahrungsaustausch und Wissenstransfer, Kulturaustausch, Wirtschaftsförderung und regionale Integration, logistische, technologische oder materielle Hilfe, gemeinsame Projekte, Jugendaustausch, Europäische Integration oder die Erhaltung und Aufarbeitung gemeinsamer Geschichte, u. a.

### Kultur

#### Öffentliche Institutionen

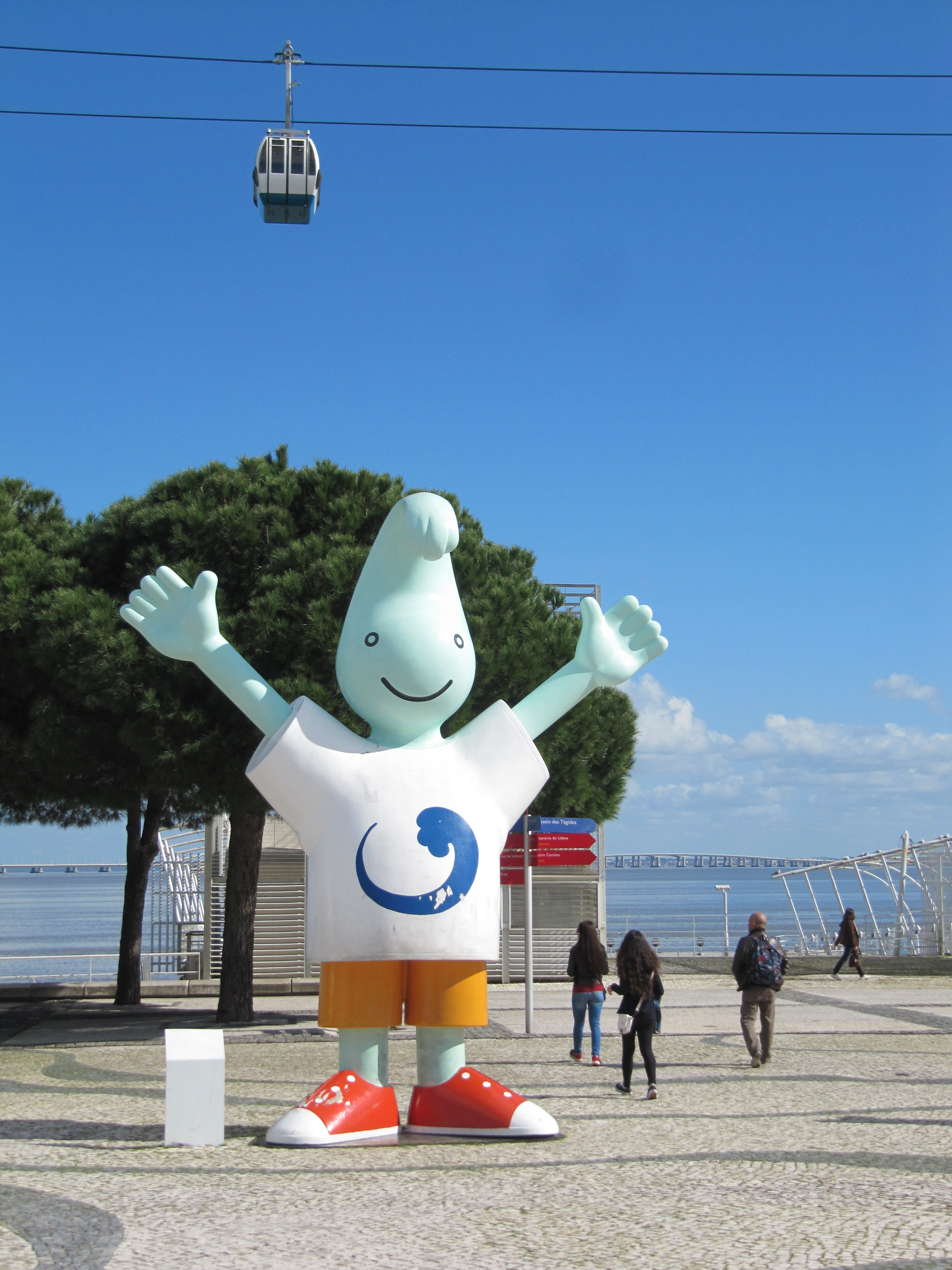
Das Maskottchen der Expo 98 in Portugal: die vielbeachtete Weltausstellung in Lissabon 1998 gilt international als ein wirtschaftlich und baulich erfolgreiches Beispiel der Stadtentwicklung durch Großveranstaltungen

Das 1992 gegründete, staatliche Kulturinstitut Instituto Camões ist der kulturelle Botschafter Portugals in der Welt. Es ist der Vereinigung der europäischen Kulturinstitute angeschlossen und hat seinen Sitz an der Avenida da Liberdade in der portugiesischen Hauptstadt Lissabon. Das Instituto Camões unterhält Förderprogramme, Kooperationen, Lektorate und Sprach- und Kulturzentren in über 60 Ländern auf allen fünf Kontinenten.
Damit ist das Instituto Camões ein wichtiger Entwicklungsmotor der Portugiesischsprachigen Welt. Daneben spielen auch eine Vielzahl anderer Initiativen eine Rolle bei der Annäherung der portugiesischsprachigen Welt, etwa die internationalen Kanäle des öffentlich-rechtlichen portugiesischen Fernsehens RTP, namentlich RTP África für die afrikanischen Länder portugiesischer Sprache und RTP Internacional, dessen Programm sich insbesondere an portugiesischstämmige und Portugalinteressierte Menschen in aller Welt richtet. Auch offizielle Unterstützungsprogramme und Kooperationen wie die der Biblioteca Nacional de Portugal mit den Nationalbibliotheken der portugiesischsprachigen Staaten in Afrika reiht sich in diese internationale Kulturpolitik Portugals ein.
Die vielbeachtete Weltausstellung 1998 in Lissabon brachte dem Land eine international besonders wirkungsvolle Darstellungsmöglichkeit, ebenso die portugiesischen Kulturhauptstädte Europas Lissabon (1994), Porto (2001) und Guimarães (2012), 2027 wird eine weitere, noch nicht bekanntgegebene Stadt in Portugal Kulturhauptstadt Europas.
Die Tourismusbehörde Turismo de Portugal (Visit Portugal) untersteht dem Wirtschaftsministerium Portugals und betreibt das Marketing für den portugiesischen Fremdenverkehr, der wirtschaftlich von weiterhin steigender Bedeutung für das Land ist. Dieses internationale Marketing und die Präsenz von Visit Portugal mit Büros in 21 Ländern und auf internationalen Tourismusmessen (wie der ITB in Berlin) ist dabei auch ein Faktor der Außenwirkung des Landes.

#### Sport
Sport ist ein weiteres Verbindungselement Portugals mit anderen Staaten, vor allem der portugiesischsprachigen Welt. Die Jogos da Lusofonia sind die wichtigsten Spiele der Gemeinschaft der portugiesischsprachigen Länder, die daneben weitere Sportveranstaltungen ausrichten, die ebenfalls in wechselnden Gastländern stattfinden.
Der portugiesische Fußball ist ein anderes, besonders wirksames Verbindungsglied zwischen Portugal und Menschen in aller Welt, vor allem in den früheren Kolonien Portugals, aber auch anderswo. So gibt es auf allen Kontinenten verstreut Filialvereine der traditionsreichsten portugiesischen Klubs wie Sporting Lissabon, Benfica Lissabon, FC Porto oder Académica Coimbra. Weltweit noch populärer sind bekannte portugiesische Fußballpersönlichkeiten wie der mehrfache Weltfußballer des Jahres Cristiano Ronaldo oder der bekannte Trainer José Mourinho.
Die Ausrichtung der Fußball-EM 2004 und der Gewinn der Fußball-EM 2016 sorgten für besonders viel internationale Berichterstattung über Portugal.
Durch die Ausrichtung weiterer Großveranstaltungen konnte Portugal seine Außenwirkung weiter verstärken, darunter die Handball-WM 2003, die Halbmarathon-WM 2003, die Kanu-WM 2018, die Hallenradsport-WM 1999 und 2009, die Segelregatta Les Sables–Les Açores–Les Sables, der Lissabon-Marathon oder auch zahlreiche Dreiband-Weltcup-Turniere u. v. m. Das Land hat bisher die meisten Rollhockey-Weltmeisterschaften ausgerichtet, auch zahlreiche internationale Golf-, Badminton- oder Fechtveranstaltungen sind zu nennen.
Portugal veranstaltete verschiedene Motorsportveranstaltungen wie die Rallye Portugal, mehrmalige Etappen der Rallye Dakar oder auch die langjährigen Formel-1-Rennen des Großen Preises von Portugal sind zu nennen, neben vielen weiteren Motorrad- und Rallye-Veranstaltungen.

#### Musik

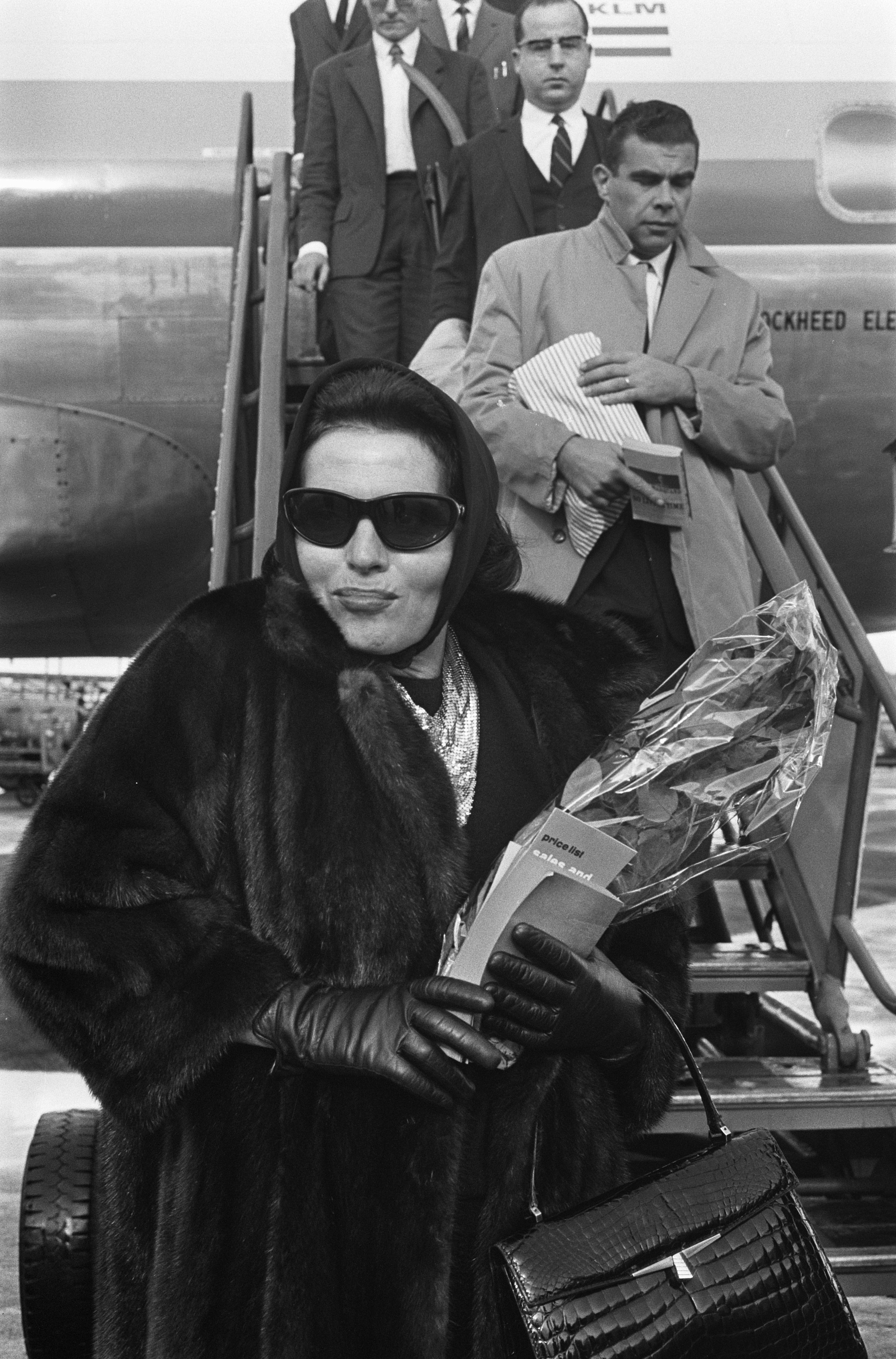
Amália Rodrigues Ankunft in Amsterdam 1964: die Sängerin war ein bedeutender Kulturbotschafter Portugals

Portugiesische Musik ist ein wirkungsvoller Botschafter portugiesischer Kultur. Zu nennen sind hier insbesondere der Fado und der Cante Alentejano, beide inzwischen UNESCO-Weltkulturerbe.
Die Opernsängerin Luísa Todi Ende des 18. und Anfang der 19. Jahrhunderts und der Tenor Lomelino Silva in den 1920er bis 1930er Jahren waren bereits international bekannte Sänger aus Portugal. Doch erst Ercília Costa ab den 1930er Jahren, vor allem aber ab den 1950er Jahren Amália Rodrigues trugen als vielbeachtete Fadosängerinnen nicht nur den Namen, sondern auch die Kultur ihres Landes in die Welt.
Der internationale Erfolg der Gruppe Madredeus in den 1990er bis 2000er Jahren, die internationalen Gastspielreisen vieler Fadointerpreten wie Mariza, Ana Moura oder Carlos do Carmo, aber auch international erfolgreiche Pop- und Rockmusiker wie Buraka Som Sistema, Dead Combo, die Folk-Pop-Band OqueStrada, die Metal-Formation Moonspell, die Hardcore-Band Devil in Me oder die Early-Reggae-Formation The Ratazanas, und Musiker wie der Jazzmusiker Carlos Bica, der Rock-Gitarrist The Legendary Tigerman, der Jazzpianist Bernardo Sassetti oder aber auch Weltstars wie der auf den portugiesischen Azoreninseln geborene US-amerikanische Rockgitarrist Nuno Bettencourt und die aus Kanada stammende Popsängerin Nelly Furtado machten Portugal weiter weltweit bekannt unter Musikfreunden.
Auch Portugals Teilnahmen am Eurovision Song Contest geben dem Land einige internationale Aufmerksamkeit, besonders zu nennen der Gewinn Salvador Sobrals 2017 und die folgende Ausrichtung des ESC 2018.
Viele internationale Musikfreunde besuchen die jährlichen Musikfestivals in Portugal, etwa Rock in Rio, das international viel besuchte NOS Alive!, das Super Bock Super Rock, das traditionsreiche Festival de Vilar de Mouros, das Weltmusikfestival FMM Festival das Musicas do Mundo, das multikulturelle Boom Festival, das RFM Somnii für elektronische Tanzmusik, das Festival Intercéltico de Sendim für keltische Musik, oder auch die zahlreichen Jazzfestivals in Portugal. Als größtes Festival des Landes gilt jedoch weiterhin die Festa do Avante!. Alle diese Festivals ziehen sowohl Musiker als auch Besucher aus aller Welt an und tragen so zur Außenwirkung des Landes bei.

#### Persönlichkeiten
Der Literaturnobelpreisträger José Saramago, der bedeutende moderne Dichter Fernando Pessoa oder so bekannte Autoren wie António Lobo Antunes, Lídia Jorge oder Gonçalo M. Tavares sind international vielbeachtete Vertreter der Literatur Portugals.
Das Filmschaffen Portugals mit Akteuren wie dem Produzenten Paulo Branco, dem Kameramann Eduardo Serra, Schauspielern wie Joaquim de Almeida oder Maria de Medeiros, oder Regisseuren wie Manoel de Oliveira oder Miguel Gomes bringt Filmkunstfreunden in der Welt den Namen Portugals näher.
Auch Architekten wie Álvaro Siza Vieira oder Eduardo Souto de Moura gelten als Botschafter portugiesischen Kulturschaffens in der Welt.
Unter den zeitgenössischen Künstlern ist heute Joana Vasconcelos eine der international bekanntesten Vertreterin der Bildenden Kunst aus Portugal.

### Wirtschaft
Wirtschaftlicher Mittler ist die AICEP, die portugiesische Auslandshandelskammer. Sie unterhält eine Vielzahl Einrichtungen weltweit, teils als Kontaktbüros den portugiesischen Botschaften angeschlossen, teils in eigenständigen Niederlassungen.
Der Außenhandel hat für Portugal große Bedeutung gewonnen, insbesondere seit der Überwindung der tiefen Krise, in die das Land in der Eurokrise 2010 in Folge der Weltfinanzkrise ab 2007 geraten war. Portugals Bemühungen, seine Ausfuhren stetig zu steigern, zeigen inzwischen Erfolge. So erreichten die Exporte des Landes im Jahr 2018 den portugiesischen Rekordwert von 44,3 % des BIP, die Planungen der Regierung zielen auf eine weitere Steigerung bis auf 50 % des BIP um das Jahr 2025 ab.

## Verfassungsrechtliche Vorgaben

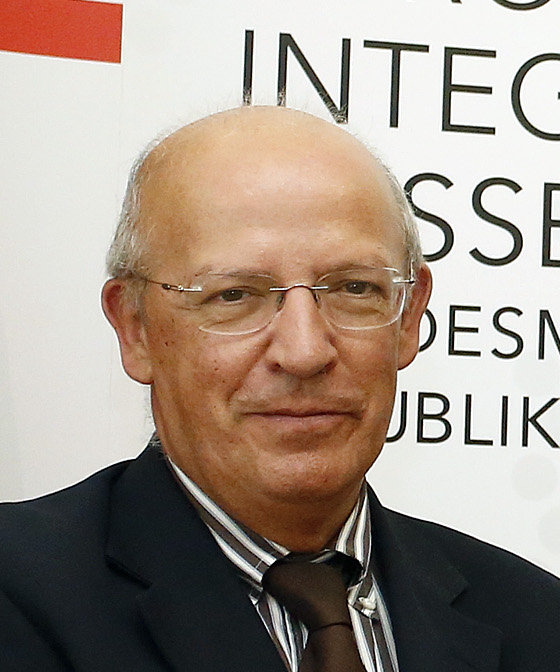
Außenminister Augusto Santos Silva leitet seit 2015 die portugiesische Außenpolitik (hier zu Besuch in Österreich, September 2016)

Der Artikel Nr. 7 der Verfassung Portugals regelt in sieben Absätzen die Grundsätze für die internationalen Beziehungen Portugals.
- Absatz 1 nennt für die portugiesische Außenpolitik als Grundprinzipien die nationale Unabhängigkeit, die Respektierung aller Menschenrechte und die Gleichheit unter allen Staaten, die friedliche Lösung internationaler Konflikte, die Nichteinmischung in die internen Angelegenheiten anderer Staaten und die Zusammenarbeit mit allen anderen Völkern im Sinne der Emanzipation und des Fortschritts der Menschheit.
- Absatz 2 befürwortet uneingeschränkt die Abschaffung von Imperialismus, Kolonialismus und jeder anderen Form von Aggression, Herrschaft oder Ausbeutung in den Beziehungen zwischen den Völkern. Außerdem wird eine allgemeine, gleichzeitige und kontrollierte Abrüstung, die Auflösung politisch-militärischer Blöcke und die Einrichtung eines kollektiven Sicherheitssystems befürwortet, mit dem Ziel, eine internationale Ordnung zu schaffen, die den Frieden und die Gerechtigkeit in den Beziehungen zwischen den Völkern sicherstellt.
- In Absatz 3 anerkennt Portugal das Selbstbestimmungsrecht der Völker, ihr Recht auf Unabhängigkeit und auf Entwicklung, und ihr Recht auf Aufstand und Widerstand gegen alle Formen der Unterdrückung.
- Absatz 4 legt bevorzugte Bindungen der Freundschaft und der Zusammenarbeit mit den portugiesischsprachigen Ländern fest.
- Absatz 5 schreibt das Engagement Portugals für die europäische Identität und für eine Stärkung der Bemühungen der europäischen Staaten um Demokratie, Frieden, wirtschaftlichen Fortschritt und Gerechtigkeit in den Beziehungen der Völker vor.
- Gemäß Absatz 6 kann Portugal allgemein, in Kooperationen oder mit Institutionen der Gemeinschaft, die Übernahme von Aufgaben vereinbaren, die für Aufbau und Vertiefung der Europäischen Union nötig sind, unter der Voraussetzung der Gegenseitigkeit, des Respekts rechtsstaatlicher demokratischer Grundwerte und des Prinzips der Unterstützung, mit den Zielsetzungen des ökonomischen, sozialen und territorialen Zusammenhalts, der Schaffung eines Raumes der Freiheit, Sicherheit und des Rechts, und der Definition und Umsetzung einer gemeinsamen Außen-, Sicherheits- und Verteidigungspolitik.
- Laut Absatz 7 kann Portugal die Zuständigkeit des Internationalen Strafgerichtshofs zur Durchsetzung eines internationalen Rechts, das die Respektierung der Menschenrechte und des Völkerrechts fördert, anerkennen, in Ergänzung und unter den übrigen Bedingungen des Römischen Statuts.

## Militärische Auslandseinsätze

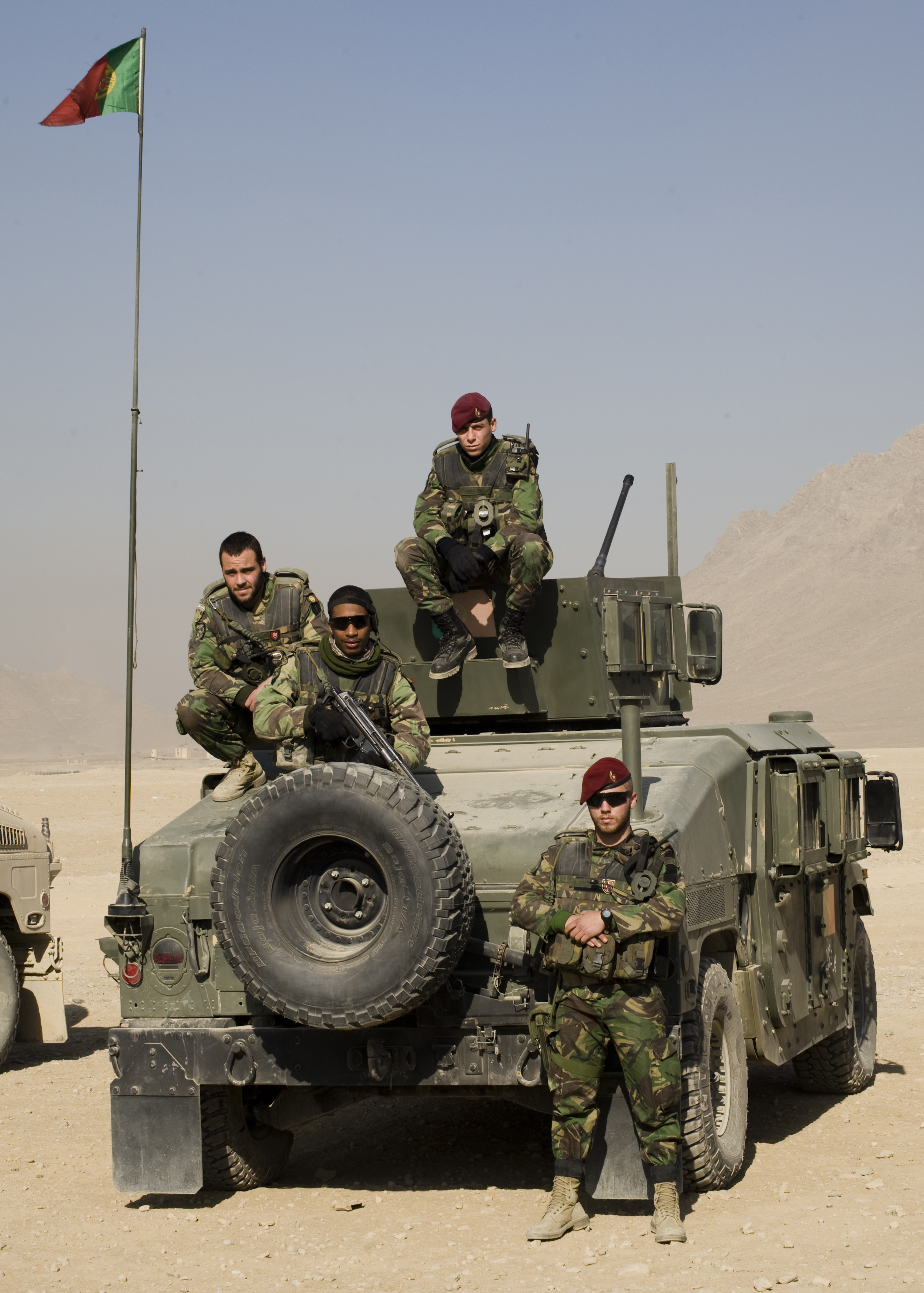
Portugiesisches Militär im Rahmen eines NATO-Einsatzes in Afghanistan (2011)

Die Grundlage für Auslandseinsätze des portugiesischen Militärs stellt die Verfassung Portugals dar. Sie legt in Artikel 275 die Aufgaben der Streitkräfte in sieben Absätzen fest. U.a. sind sie demnach nur zur Verteidigung der Republik vorgesehen (Absatz 1), dürfen sich nur aus portugiesischen Staatsbürgern zusammensetzen (Absatz 2), gehorchen nur den verfassungs- und rechtsgemäß zuständigen Organen (Absatz 3), dienen dem Volk Portugals, sind unparteiisch, und dürfen sich weder ihrer Waffen noch ihres Postens noch ihrer Funktion für politische Ziele bedienen (Absatz 4). Es ist ihre Aufgabe, gemäß geltenden Rechts, die internationalen militärischen Verpflichtungen des portugiesischen Staates zu erfüllen und an humanitären und Friedensmissionen internationaler Organisationen teilzunehmen, in denen Portugal Mitglied ist (Absatz 5). Die Streitkräfte Portugals können beauftragt werden, an rechtskonformen Einsätzen des Zivilschutzes, an Aufgaben im Zusammenhang mit der Sicherstellung von Grundbedürfnissen und der Verbesserung der Lebensqualität der Bevölkerung sowie bei militärisch-technischen Kooperationen im Rahmen innenpolitischer Zusammenarbeiten (Absatz 6) teilzunehmen. Die gültigen Gesetze zu Belagerungs- und Notstandssituationen regeln die Bedingungen für den Einsatz der Streitkräfte in diesen Situationen (Absatz 7).
Gemäß dieser verfassungsrechtlichen Maßgaben sind die Auslandseinsätze der portugiesischen Streitkräfte auf legitimierte Missionen der Vereinten Nationen, der NATO, der EU und der Gemeinschaft der Portugiesischsprachigen Länder begrenzt.
Erstmals wurden sie 1991 im Balkankonflikt eingesetzt. Seither nahmen sie mit insgesamt 36.000 Soldatinnen und Soldaten aller drei Waffengattungen an 18 militärischen und zivilen Missionen auf vier Kontinenten teil, vor allem in Ländern Afrikas (u. a. Zentralafrikanische Republik, Somalia, Mali, Guinea-Bissau, Elfenbeinküste und Mosambik) und auf dem Balkan (v. a. Bosnien und Kosovo), aber auch die häufigen Militär-Einsätze in Afghanistan und im Irak sind zu nennen. Neben Soldaten der drei Waffengattungen werden auch Beamte der Sicherheitspolizei Guarda Nacional Republicana (GNR) in Auslandsmissionen eingesetzt. Die GNR zählt ebenfalls zu den Streitkräften.
Im Juni 2017 verzeichneten die portugiesischen Streitkräfte ihren 20. Toten bei militärischen Auslandseinsätzen, als ein Sargento-adjunto bei einem Terroranschlag in Mali umkam.
Zuletzt waren die umfangreichen Hilfseinsätze der portugiesischen Streitkräfte nach dem Zyklon Idai in Mosambik im März 2019 Gegenstand der Berichterstattung.

## Bilaterale Beziehungen

### Afrika
| Staat                        | Beginn der offiziellen Beziehungen | Anmerkungen                                                          |
| ---------------------------- | ---------------------------------- | -------------------------------------------------------------------- |
| Ägypten                      | 1942                               | → Hauptartikel : Ägyptisch-portugiesische Beziehungen                |
| Algerien                     | 1975                               | → Hauptartikel : Algerisch-portugiesische Beziehungen                |
| Angola                       | 1976                               |                                                                      |
| Äquatorialguinea             | 1977                               | → Hauptartikel : Äquatorialguineisch-portugiesische Beziehungen      |
| Äthiopien                    | 1959                               | → Hauptartikel : Äthiopisch-portugiesische Beziehungen               |
| Benin                        | 1977                               | → Hauptartikel : Beninisch-portugiesische Beziehungen                |
| Botswana                     | 1980                               | → Hauptartikel : Botswanisch-portugiesische Beziehungen              |
| Burkina Faso                 | 1992                               | → Hauptartikel : Burkinisch-portugiesische Beziehungen               |
| Burundi                      | 1975                               | → Hauptartikel : Burundisch-portugiesische Beziehungen               |
| Dschibuti                    | 2000                               | → Hauptartikel : Dschibutisch-portugiesische Beziehungen             |
| Elfenbeinküste               | 1975                               | → Hauptartikel : Ivorisch-portugiesische Beziehungen                 |
| Eritrea                      | 1995                               | → Hauptartikel : Eritreisch-portugiesische Beziehungen               |
| Eswatini                     | 1968                               | → Hauptartikel : Eswatinisch-portugiesische Beziehungen              |
| Gabun                        | 1975                               | → Hauptartikel : Gabunisch-portugiesische Beziehungen                |
| Gambia                       | 1976                               | → Hauptartikel : Gambisch-portugiesische Beziehungen                 |
| Ghana                        | 1975                               | → Hauptartikel : Ghanaisch-portugiesische Beziehungen                |
| Guinea                       | 1979                               | → Hauptartikel : Guineisch-portugiesische Beziehungen                |
| Guinea-Bissau                | 1974                               | → Hauptartikel : Guinea-bissauisch-portugiesische Beziehungen        |
| Kamerun                      | 1977                               | → Hauptartikel : Kamerunisch-portugiesische Beziehungen              |
| Kap Verde                    | 1975                               | → Hauptartikel : Kapverdisch-portugiesische Beziehungen              |
| Kenia                        | 1977                               | → Hauptartikel : Kenianisch-portugiesische Beziehungen               |
| Komoren                      | ungenannt                          | → Hauptartikel : Komorisch-portugiesische Beziehungen                |
| Demokratische Republik Kongo | 1960                               | → Hauptartikel : Kongolesisch-portugiesische Beziehungen (Dem. Rep.) |
| Republik Kongo               | 1960                               | → Hauptartikel : Kongolesisch-portugiesische Beziehungen (Rep.)      |
| Lesotho                      | 1976                               | → Hauptartikel : Lesothisch-portugiesische Beziehungen               |
| Liberia                      | 1975                               | → Hauptartikel : Liberianisch-portugiesische Beziehungen             |
| Libyen                       | 1975                               | → Hauptartikel : Libysch-portugiesische Beziehungen                  |
| Madagaskar                   | 1960                               | → Hauptartikel : Madagassisch-portugiesische Beziehungen             |
| Malawi                       | 1966                               | → Hauptartikel : Malawisch-portugiesische Beziehungen                |
| Mali                         | 1976                               | → Hauptartikel : Malisch-portugiesische Beziehungen                  |
| Marokko                      | 1956                               | → Hauptartikel : Marokkanisch-portugiesische Beziehungen             |
| Mauretanien                  | 1975                               | → Hauptartikel : Mauretanisch-portugiesische Beziehungen             |
| Mauritius                    | 1976                               | → Hauptartikel : Mauritisch-portugiesische Beziehungen               |
| Mosambik                     | 1975                               | → Hauptartikel : Mosambikanisch-portugiesische Beziehungen           |
| Namibia                      | 1991                               | → Hauptartikel : Namibisch-portugiesische Beziehungen                |
| Niger                        | 1975                               | → Hauptartikel : Nigrisch-portugiesische Beziehungen                 |
| Nigeria                      | 1975                               | → Hauptartikel : Nigerianisch-portugiesische Beziehungen             |
| Ruanda                       | 1976                               | → Hauptartikel : Portugiesisch-ruandische Beziehungen                |
| Westsahara                   | keine                              | → Hauptartikel : Portugiesisch-saharauische Beziehungen              |
| Sambia                       | 1975                               | → Hauptartikel : Portugiesisch-sambische Beziehungen                 |
| São Tomé und Príncipe        | 1975                               | → Hauptartikel : Portugiesisch-são-toméische Beziehungen             |
| Senegal                      | 1974                               | → Hauptartikel : Portugiesisch-senegalesische Beziehungen            |
| Seychellen                   | 1985                               | → Hauptartikel : Portugiesisch-seychellische Beziehungen             |
| Sierra Leone                 | 1985                               | → Hauptartikel : Portugiesisch-sierra-leonische Beziehungen          |
| Simbabwe                     | 1980                               | → Hauptartikel : Portugiesisch-simbabwische Beziehungen              |
| Somalia                      | 1983                               |                                                                      |
| Südafrika                    | 1886                               | → Hauptartikel : Portugiesisch-südafrikanische Beziehungen           |
| Sudan                        | 1982                               |                                                                      |
| Südsudan                     | 2011                               | → Hauptartikel : Portugiesisch-südsudanesische Beziehungen           |
| Tansania                     | 1975                               | → Hauptartikel : Portugiesisch-tansanische Beziehungen               |
| Togo                         | 1978                               | → Hauptartikel : Portugiesisch-togoische Beziehungen                 |
| Tschad                       | 1977                               | → Hauptartikel : Portugiesisch-tschadische Beziehungen               |
| Tunesien                     | 1956                               | → Hauptartikel : Portugiesisch-tunesische Beziehungen                |
| Uganda                       | 1991                               |                                                                      |
| Zentralafrikanische Republik | 1977                               | → Hauptartikel : Portugiesisch-zentralafrikanische Beziehungen       |

### Amerika
| Staat                          | Beginn der offiziellen Beziehungen | Anmerkungen                                                                |
| ------------------------------ | ---------------------------------- | -------------------------------------------------------------------------- |
| Antigua und Barbuda            | 1983                               | → Hauptartikel : Antiguanisch-portugiesische Beziehungen                   |
| Argentinien                    | 1821                               | → Hauptartikel : Argentinisch-portugiesische Beziehungen                   |
| Bahamas                        | 1995                               | → Hauptartikel : Bahamaisch-portugiesische Beziehungen                     |
| Barbados                       | 1990                               | → Hauptartikel : Barbadisch-portugiesische Beziehungen                     |
| Belize                         | 1993                               |                                                                            |
| Bolivien                       | 1969                               | → Hauptartikel : Bolivianisch-portugiesische Beziehungen                   |
| Brasilien                      | 1825                               | → Hauptartikel : Brasilianisch-portugiesische Beziehungen                  |
| Chile                          | 1821                               | → Hauptartikel : Chilenisch-portugiesische Beziehungen                     |
| Costa Rica                     | 1962                               | → Hauptartikel : Costa-ricanisch-portugiesische Beziehungen                |
| Dominica                       | 1998                               |                                                                            |
| Dominikanische Republik        | 1883                               | → Hauptartikel : Dominikanisch-portugiesische Beziehungen                  |
| Ecuador                        | 1948                               |                                                                            |
| El Salvador                    | 1958                               |                                                                            |
| Grenada                        | 1976                               | → Hauptartikel : Grenadisch-portugiesische Beziehungen                     |
| Guatemala                      | 1910                               |                                                                            |
| Guyana                         | 1979                               |                                                                            |
| Haiti                          | 1956                               | → Hauptartikel : Haitianisch-portugiesische Beziehungen                    |
| Honduras                       | 1958                               |                                                                            |
| Jamaika                        | 1979                               | → Hauptartikel : Jamaikanisch-portugiesische Beziehungen                   |
| Kanada                         | 1952                               | → Hauptartikel : Kanadisch-portugiesische Beziehungen                      |
| Kolumbien                      | 1926                               | → Hauptartikel : Kolumbianisch-portugiesische Beziehungen                  |
| Kuba                           | 1929                               | → Hauptartikel : Kubanisch-portugiesische Beziehungen                      |
| Mexiko                         | 1865                               | → Hauptartikel : Mexikanisch-portugiesische Beziehungen                    |
| Nicaragua                      | 1910                               |                                                                            |
| Panama                         | 1951                               | → Hauptartikel : Panamaisch-portugiesische Beziehungen                     |
| Paraguay                       | 1846                               | → Hauptartikel : Paraguayisch-portugiesische Beziehungen                   |
| Peru                           | 1853                               | → Hauptartikel : Peruanisch-portugiesische Beziehungen                     |
| St. Kitts und Nevis            | 2000                               | → Hauptartikel : Beziehungen zwischen Portugal und St. Kitts und Nevis     |
| St. Lucia                      | 1999                               | → Hauptartikel : Lucianisch-portugiesische Beziehungen                     |
| St. Vincent und die Grenadinen | 1995                               | → Hauptartikel : Portugiesisch-vincentische Beziehungen                    |
| Suriname                       | 1977                               |                                                                            |
| Trinidad und Tobago            | 1977                               |                                                                            |
| Uruguay                        | 1843                               | → Hauptartikel : Portugiesisch-uruguayische Beziehungen                    |
| Venezuela                      | 1914                               | → Hauptartikel : Portugiesisch-venezolanische Beziehungen                  |
| Vereinigte Staaten             | 1783                               | → Hauptartikel : Beziehungen zwischen Portugal und den Vereinigten Staaten |

### Asien
| Staat                        | Beginn der offiziellen Beziehungen | Anmerkungen                                                                            |
| ---------------------------- | ---------------------------------- | -------------------------------------------------------------------------------------- |
| Afghanistan                  | 1976                               | → Hauptartikel : Afghanisch-portugiesische Beziehungen                                 |
| Armenien                     | 1992                               | → Hauptartikel : Armenisch-portugiesische Beziehungen                                  |
| Aserbaidschan                | 1992                               | → Hauptartikel : Aserbaidschanisch-portugiesische Beziehungen                          |
| Bahrain                      | 1976                               | → Hauptartikel : Bahrainisch-portugiesische Beziehungen                                |
| Bangladesch                  | 1974                               | → Hauptartikel : Bangladeschisch-portugiesische Beziehungen                            |
| Bhutan                       | keine                              | → Hauptartikel : Bhutanisch-portugiesische Beziehungen                                 |
| Brunei                       | 1998                               | → Hauptartikel : Bruneiisch-portugiesische Beziehungen                                 |
| Volksrepublik China          | 1513                               |                                                                                        |
| Georgien                     | 1992                               | → Hauptartikel : Georgisch-portugiesische Beziehungen                                  |
| Indien                       | 1948                               |                                                                                        |
| Indonesien                   | 1949                               | → Hauptartikel : Indonesisch-portugiesische Beziehungen                                |
| Irak                         | 1957                               | → Hauptartikel : Irakisch-portugiesische Beziehungen                                   |
| Iran                         | 1956                               | → Hauptartikel : Iranisch-portugiesische Beziehungen                                   |
| Israel                       | 1957                               | → Hauptartikel : Israelisch-portugiesische Beziehungen                                 |
| Japan                        | 1860                               | → Hauptartikel : Japanisch-portugiesische Beziehungen                                  |
| Jemen                        | 1975                               | → Hauptartikel : Jemenitisch-portugiesische Beziehungen                                |
| Jordanien                    | 1972                               |                                                                                        |
| Kambodscha                   | 1996                               | → Hauptartikel : Kambodschanisch-portugiesische Beziehungen                            |
| Kasachstan                   | 1992                               | → Hauptartikel : Kasachisch-portugiesische Beziehungen                                 |
| Katar                        | 1982                               | → Hauptartikel : Katarisch-portugiesische Beziehungen                                  |
| Kirgisistan                  | 1996                               |                                                                                        |
| Kuwait                       | 1975                               |                                                                                        |
| Laos                         | 1995                               | → Hauptartikel : Laotisch-portugiesische Beziehungen                                   |
| Libanon                      | 1955                               | → Hauptartikel : Libanesisch-portugiesische Beziehungen                                |
| Malaysia                     | 1975                               | → Hauptartikel : Malaysisch-portugiesische Beziehungen                                 |
| Malediven                    | 1995                               |                                                                                        |
| Mongolei                     | 1974                               | → Hauptartikel : Mongolisch-portugiesische Beziehungen                                 |
| Myanmar                      | 1981                               | → Hauptartikel : Myanmarisch-portugiesische Beziehungen                                |
| Nepal                        | 1976                               | → Hauptartikel : Nepalesisch-portugiesische Beziehungen                                |
| Nordkorea                    | 1975                               | → Hauptartikel : Nordkoreanisch-portugiesische Beziehungen                             |
| Oman                         | 1979                               | → Hauptartikel : Omanisch-portugiesische Beziehungen                                   |
| Osttimor                     | 2000                               | → Hauptartikel : Osttimoresisch-portugiesische Beziehungen                             |
| Pakistan                     | 1952                               | → Hauptartikel : Pakistanisch-portugiesische Beziehungen                               |
| Palästina                    | 1999                               | → Hauptartikel : Palästinensisch-portugiesische Beziehungen                            |
| Philippinen                  | 1960                               | → Hauptartikel : Philippinisch-portugiesische Beziehungen                              |
| Russland                     | 1779                               | → Hauptartikel : Portugiesisch-russische Beziehungen                                   |
| Saudi-Arabien                | 1980                               | → Hauptartikel : Portugiesisch-saudi-arabische Beziehungen                             |
| Singapur                     | 1980                               | → Hauptartikel : Portugiesisch-singapurische Beziehungen                               |
| Sri Lanka                    | 1953                               | → Hauptartikel : Portugiesisch-sri-lankische Beziehungen                               |
| Südkorea                     | 1961                               | → Hauptartikel : Portugiesisch-südkoreanische Beziehungen                              |
| Syrien                       | 1975                               | → Hauptartikel : Portugiesisch-syrische Beziehungen                                    |
| Tadschikistan                | 1992                               | → Hauptartikel : Portugiesisch-tadschikische Beziehungen                               |
| Thailand                     | 1862                               | → Hauptartikel : Portugiesisch-thailändische Beziehungen                               |
| Türkei                       | 1843                               | → Hauptartikel : Portugiesisch-türkische Beziehungen                                   |
| Turkmenistan                 | 1992                               | → Hauptartikel : Portugiesisch-turkmenische Beziehungen                                |
| Usbekistan                   | 1992                               |                                                                                        |
| Vereinigte Arabische Emirate | 1976                               | → Hauptartikel : Beziehungen zwischen Portugal und den Vereinigten Arabischen Emiraten |
| Vietnam                      | 1975                               | → Hauptartikel : Portugiesisch-vietnamesische Beziehungen                              |
| Zypern                       | 1975                               | → Hauptartikel : Portugiesisch-zyprische Beziehungen                                   |

### Australien und Ozeanien
| Staat                              | Beginn der offiziellen Beziehungen | Anmerkungen                                                       |
| ---------------------------------- | ---------------------------------- | ----------------------------------------------------------------- |
| Australien                         | 1960                               | → Hauptartikel : Australisch-portugiesische Beziehungen           |
| Cookinseln                         | 1995                               | → Hauptartikel : Beziehungen zwischen den Cookinseln und Portugal |
| Fidschi                            | 1977                               | → Hauptartikel : Fidschianisch-portugiesische Beziehungen         |
| Kiribati                           | 1983                               | → Hauptartikel : Kiribatisch-portugiesische Beziehungen           |
| Marshallinseln                     | ungenannt                          | → Hauptartikel : Marshallisch-portugiesische Beziehungen          |
| Föderierte Staaten von Mikronesien | 1996                               | → Hauptartikel : Mikronesisch-portugiesische Beziehungen          |
| Nauru                              | 1984                               | → Hauptartikel : Nauruisch-portugiesische Beziehungen             |
| Neuseeland                         | 1976                               | → Hauptartikel : Neuseeländisch-portugiesische Beziehungen        |
| Palau                              | 2000                               | → Hauptartikel : Palauisch-portugiesische Beziehungen             |
| Papua-Neuguinea                    | 1976                               | → Hauptartikel : Papua-neuguineisch-portugiesische Beziehungen    |
| Salomonen                          | 1997                               | → Hauptartikel : Portugiesisch-salomonische Beziehungen           |
| Samoa                              | 1995                               | → Hauptartikel : Portugiesisch-samoanische Beziehungen            |
| Tonga                              | 1983                               | → Hauptartikel : Portugiesisch-tongaische Beziehungen             |
| Tuvalu                             | keine                              | → Hauptartikel : Portugiesisch-tuvaluische Beziehungen            |
| Vanuatu                            | 1983                               | → Hauptartikel : Portugiesisch-vanuatuische Beziehungen           |

### Europa
| Staat                   | Beginn der offiziellen Beziehungen | Anmerkungen                                                           |
| ----------------------- | ---------------------------------- | --------------------------------------------------------------------- |
| Albanien                | 1977                               | → Hauptartikel : Albanisch-portugiesische Beziehungen                 |
| Andorra                 | 1994                               | → Hauptartikel : Andorranisch-portugiesische Beziehungen              |
| Belgien                 | 1834                               | → Hauptartikel : Belgisch-portugiesische Beziehungen                  |
| Bosnien und Herzegowina | 1995                               | → Hauptartikel : Bosnisch-herzegowinisch-portugiesische Beziehungen   |
| Bulgarien               | 1974                               | → Hauptartikel : Bulgarisch-portugiesische Beziehungen                |
| Dänemark                | 1767                               | → Hauptartikel : Dänisch-portugiesische Beziehungen                   |
| Deutschland             | 1871                               | → Hauptartikel : Deutsch-portugiesische Beziehungen                   |
| Estland                 | 1921 und wieder 1991               | → Hauptartikel : Estnisch-portugiesische Beziehungen                  |
| Finnland                | 1920                               | → Hauptartikel : Finnisch-portugiesische Beziehungen                  |
| Frankreich              | 1641                               |                                                                       |
| Griechenland            | 1835                               | → Hauptartikel : Griechisch-portugiesische Beziehungen                |
| Irland                  | 1928                               | → Hauptartikel : Irisch-portugiesische Beziehungen                    |
| Island                  | 1957                               | → Hauptartikel : Isländisch-portugiesische Beziehungen                |
| Italien                 | 1861                               | → Hauptartikel : Italienisch-portugiesische Beziehungen               |
| Kasachstan              | 1992                               | → Hauptartikel : Kasachisch-portugiesische Beziehungen                |
| Kosovo                  | 2009                               | → Hauptartikel : Kosovarisch-portugiesische Beziehungen               |
| Kroatien                | 1992                               | → Hauptartikel : Kroatisch-portugiesische Beziehungen                 |
| Lettland                | 1921 und wieder 1993               | → Hauptartikel : Lettisch-portugiesische Beziehungen                  |
| Liechtenstein           | 1992                               | → Hauptartikel : Liechtensteinisch-portugiesische Beziehungen         |
| Litauen                 | 1923 und wieder 1993               | → Hauptartikel : Litauisch-portugiesische Beziehungen                 |
| Luxemburg               | 1891                               | → Hauptartikel : Luxemburgisch-portugiesische Beziehungen             |
| Malta                   | 1975                               | → Hauptartikel : Maltesisch-portugiesische Beziehungen                |
| Nordmazedonien          | 1994                               | → Hauptartikel : Nordmazedonisch-portugiesische Beziehungen           |
| Moldau                  | 1993                               | → Hauptartikel : Moldauisch-portugiesische Beziehungen                |
| Monaco                  | unbekannt                          | → Hauptartikel : Monegassisch-portugiesische Beziehungen              |
| Montenegro              | 2007                               | → Hauptartikel : Montenegrinisch-portugiesische Beziehungen           |
| Niederlande             | 1641                               | → Hauptartikel : Niederländisch-portugiesische Beziehungen            |
| Norwegen                | 1895                               | → Hauptartikel : Norwegisch-portugiesische Beziehungen                |
| Österreich              | 1695                               | → Hauptartikel : Portugiesisch-österreichische Beziehungen            |
| Polen                   | 1923                               | → Hauptartikel : Polnisch-portugiesische Beziehungen                  |
| Rumänien                | 1917                               | → Hauptartikel : Rumänisch-portugiesische Beziehungen                 |
| Russland                | 1779                               | → Hauptartikel : Portugiesisch-russische Beziehungen                  |
| San Marino              | 1995                               | → Hauptartikel : Portugiesisch-san-marinesische Beziehungen           |
| Schweden                | 1641                               | → Hauptartikel : Portugiesisch-schwedische Beziehungen                |
| Schweiz                 | 1815                               | → Hauptartikel : Portugiesisch-schweizerische Beziehungen             |
| Serbien                 | 1917                               | → Hauptartikel : Portugiesisch-serbische Beziehungen                  |
| Slowakei                | 1993                               | → Hauptartikel : Portugiesisch-slowakische Beziehungen                |
| Slowenien               | 1992                               | → Hauptartikel : Portugiesisch-slowenische Beziehungen                |
| Spanien                 | 1143                               | → Hauptartikel : Portugiesisch-spanische Beziehungen                  |
| Tschechien              | 18. Jh.                            | → Hauptartikel : Portugiesisch-tschechische Beziehungen               |
| Türkei                  | 1843                               | → Hauptartikel : Portugiesisch-türkische Beziehungen                  |
| Ukraine                 | 1992                               | → Hauptartikel : Portugiesisch-ukrainische Beziehungen                |
| Ungarn                  | (1920)                             | → Hauptartikel : Portugiesisch-ungarische Beziehungen                 |
| Vatikanstadt            | 12. Jh.                            | → Hauptartikel : Beziehungen zwischen dem Heiligen Stuhl und Portugal |
| Vereinigtes Königreich  | 13. Jh.                            | → Hauptartikel : Portugiesisch-britische Beziehungen                  |
| Belarus                 | 1992                               | → Hauptartikel : Portugiesisch-belarussische Beziehungen              |
| Zypern                  | 1975                               | → Hauptartikel : Portugiesisch-zyprische Beziehungen                  |

### Ehemalige Staaten
| Staat                           | Dauer der offiziellen Beziehungen | Anmerkungen                                                                              | Karte                             |
| ------------------------------- | --------------------------------- | ---------------------------------------------------------------------------------------- | --------------------------------- |
| Deutsche Demokratische Republik | 1973–1990                         | → Hauptartikel : Beziehungen zwischen der Deutschen Demokratischen Republik und Portugal | Lage der DDR und Portugal         |
| Jugoslawien                     | 1918–2003                         | → Hauptartikel : Jugoslawisch-portugiesische Beziehungen                                 | Lage Jugoslawiens und Portugal    |
| Sowjetunion                     | 1974–1991                         | → Hauptartikel : Portugiesisch-sowjetische Beziehungen                                   | Lage der Sowjetunion und Portugal |
| Tschechoslowakei                | 1921–1992                         | → Hauptartikel : Portugiesisch-tschechoslowakische Beziehungen                           | Lage der CSSR und Portugal        |